# Letalska baza Brnik
Letalska baza Brnik je ena od dveh vojnoletalskih baz Slovenske vojske (druga je letalska baza Cerklje ob Krki), ki je sestavni del civilnega letališča Brnik.
LB Brnik je sedež 15. helikopterskega bataljona.